# The Grand Mark Prague
Hotel The Grand Mark se nachází v Praze na Novém Městě v Hybernské ulici, v historické budově bývalého paláce Věžníků, na dohled od Prašné brány. Historie budovy sahá až do 15. století. Objekt byl v průběhu času přetvořen ze dvou měšťanských domů na barokní palác, jež hostil různé historické osobnosti. V objektu se nachází barokní fontána a původní obloukový vchod ze 17. století.
První rekonstrukce budovy proběhla v roce 1928 a druhá v roce 2008. Během druhé přestavby byly obnoveny původní neoklasické prvky, které doplňuje moderní umění včetně zlato-bronzových soch slovenského umělce Petera Nižňanského.

## Dějiny objektu

### Palác U Věžníků

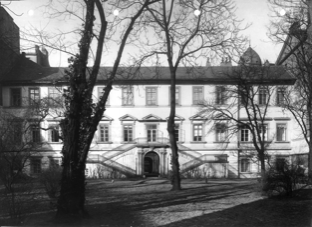
The Grand Mark Prague před přestavbou v roce 1924 – dvoupodlažní budova ze zahrady

Na místě nedaleko Prašné brány, za jehož branami Karel IV. založil své Nové Město, stávaly od 15. století dva větší měšťanské domy. Kolem roku 1700 nechal na jejich místě hrabě František Věžník z Věžník, významný český šlechtic, postavit jednopatrový barokní palác, který byl dle stavebníka označován jako Palác U Věžníků nebo Věžníkovský palác.
Palác byl později rozšířen o druhé podlaží a v 19. století klasicistně přestavěn na nájemní dům.

Podle majitelů byl objekt později nazýván též palác Vršovců, Vrtbovský, Valdštejnský, Strakovský či Lobkovický. Posledním šlechtickým majitelem byl roudnický vévoda Ferdinand z Lobkovic.

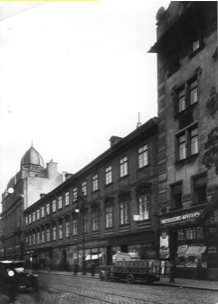
The Grand Mark Prague před přestavbou v roce 1924 – dvoupodlažní budova z ulice

### Využití ve 20. století
V roce 1928 byla na objektu realizována zásadní neoklasicistní přestavba, při které byla budova zvýšená na současný šestipodlažní objekt podle návrhu architekta Františka Kavalíra. Po přestavbě byly uživatelem objektu Nemocenská Gremiální pojišťovna spolu s Obchodní a Úřednickou pojišťovnou.
Po druhé světové válce sloužila budova jako zdravotnické středisko OÚNZ a poliklinika, a to až do roku 1996.

### Využití ve 21. století
V roce 2003 objekt koupila irsko-anglická společnost Ballymore, která po několikaletém rozhodování upustila od záměru objekt přebudovat v bytový komplex a v kontextu začínající hospodářské krize raději objekt nechala v roce 2008 přestavět na luxusní hotel, který převzal jméno světového řetězce Kempinski.
V roce 2013 objekt koupila skupina londýnských investorů a česká hotelová skupina Czech Inn Hotels zakladatele Jaroslava Svobody. Následně byl 19. června 2014 hotel přejmenován, místo původního Kempinski hotel získal nové jméno The Grand Mark Prague.
V říjnu 2022 byl hotel v průzkumu CNBC Best Hotels for Business Travelers odborníky v hotelnictví vybrán jako jeden z pěti nejlepších českých hotelů pro pracovní cesty.
Jako luxusní hotel v centru Prahy hostil objekt významné osobnosti, včetně zahraničních státníků (např. Karel XVI. Gustav, Frank Walter Steinmeier, Andrej Kiska či IIlham Aliev), světových sportovců (např. Vitaliy Klitschko, Floyd Mayweather, Gianluigi Buffon), či celebrit (např. Jo Nesbo, Woody Allen, T Beyonce Giselle Knowles, Jean-Claude van Damme, John Travolta, Michael Douglas, Johnny Depp, Keanu Reeves).